# Moneymore
Moneymore (Iers: Muine Mór: groot struikgewas) is een plaats in het Noord-Ierse district Cookstown.
Moneymore telt 1371 inwoners. Van de bevolking is 51% protestant en 47,8% katholiek.
Arghadowey · Ballykelly · Ballymaguigan · Ballyronan · Bellagy · Castledawson · Coleraine · Derry · Draperstown · Dumananagh · Dungiven · Eglinton · Feeny · Garvagh · Kilrea · Lavey · Limavady · Maghera · Magherafelt · Moneymore · Portstewart · Traad · Upperlands